# Cecília Alonso i Bozzo
Cecília Alonso i Bozzo o Cecília A. Màntua (Barcelona, 1905 - Barcelona, 29 d'agost de 1974) va ser una escriptora, guionista radiofònica, actriu i dramaturga catalana.

## Biografia
Era filla de l'escriptor i dramaturg Gastó A. Màntua i de l'actriu Joana Bozzo i Vergés. Amb el nom artístic de Cecília A. Màntua va escriure obres de teatre, guions per a Ràdio Barcelona i va fer d'actriu. Va ser col·laboradora d'El Día Gráfico. També va escriure novel·les i operetes melodramàtiques en castellà. Va col·laborar en el guió de dues adaptacions de novel·les seves: Sinfonía del hogar, dirigida per Ignacio F. Iquino l'any 1947 i En un rincón de España, dirigida per Jerónimo Mihura l'any 1949.
Segons Tomàs Roig i Llop era una “dona d'extraordinària simpatia i d'una gran ductilitat i sentit de poble” (Roig i Llop, 1978, p. 109). El teatre de Cecília A. Màntua es pot qualificar de sentimental, folklòric, convencional i costumista. La majoria de comèdies que va escriure van tenir gran èxit de públic i van gaudir de moltes representacions. Normalment, primer les donava a conèixer com a guions radiofònics, que tenien molta audiència, i després les convertia en peces teatrals.
Cal destacar la seva obra Ha passat una oreneta, que es va estrenar el 8 d'abril de 1936 a Ràdio Barcelona, per la Companyia Catalana, dirigida per Adrià Gual. La seva obra més coneguda és La Pepa maca (1954), de la qual se n'han fet incomptables muntatges amateurs per tot Catalunya i que va ser un èxit aclaparador a la cartellera teatral barcelonina de finals dels anys cinquanta, interpretada per actrius com Teresa Cunillé o Paquita Ferrándiz. Jordi Carbonell va dir d'aquesta obra “Cecília A. Màntua té un bon instint escènic i, sobretot, sap fer parlar als seus personatges un llenguatge directe i teatralment eficaç” (Carbonell, 1958, p. 18).
La següent obra que va escriure, La cinglera de la mort (1958), es va estrenar al Teatre Guimerà de Barcelona, dirigida per Pere Gil i interpretada per Mercè Bruquetas, Josefina Tapias i Josep Llasat entre d'altres. L'any 1958 es va estrenar també La cancó de la florista, protagonitzada per Josefina Güell i dirigida per Joan Cumellas. Després va publicar Princesa de Barcelona (1959) i La reina de París (1960).
Al teatre Romea es va estrenar el 20 de juliol de 1961 Diana a l'oficina, interpretada per Teresa Cunillé, Domènec Vilarrasa, Rafael Anglada i Pepita Fornés, entre d'altres. Del mateix any és la comèdia nadalenca Maria Coral, la pessebrista (1961). L'inventor del carrer Gran (1965) és una peça de teatre radiofònic. Història d'un mirall (1966) va ser estrenada al teatre Romea per la companyia de Màrius Cabré. La seva producció continua amb La sardana de Montserrat (1966) i La Virreina (1968), que va guanyar el Premi Lluis Masriera.

## Obra dramàtica
- 1936, 8 d'abril. Ha passat una oreneta. Comèdia sentimental en tres actes. Estrenada en sessió de "Ràdio Teatre" a l'emissora de Ràdio Barcelona.
- 1945. Un álbum abierto. Representada al Teatre Poliorama de Barcelona.
- 1951, 4 d'octubre. "Dos cartas de amor". Obra radiofònica en dos cartes. Estrenada a Ràdio Barcelona.
- 1954, editada el 1959. La Pepa maca. Tragèdia catalana en tres actes i en prosa. Representada al Teatre Romea per part de la Companyia de Comèdies de Teresa Cunillé, sota la direcció de Domènec Vilarrasa.[5]
- 1958. La cinglera de la mort. Drama en tres actes. Estrenada al teatre Guimerà de Barcelona. Repartiment: Mercè Bruquetas en el paper d'Esmeragda, Josefina Tàpias en Tresó, Josep Llasat, en el de Cisquet, Pere Gil, Miquel Arbós, Ferran Velat, Joan Fernández i Marcel·lí Íbero en el de Jordi. Direcció de Pere Gil.
- 1958, 23 d'abril. La cançó de la florista. Obra en tres actes. Estrenada davant dels micròfons de Ràdio Barcelona. Representada al Teatre Talia, protagonitzada per Josefina Güell i dirigida per Joan Cumellas.[5]
- 1959, 27 setembre. Princesa de Barcelona. Obra en tres actes. Estrenada al Teatre de "L'Espanya Industrial" de Barcelona.
- 1960, 22 desembre. Maria Coral (La pessebrista). Comèdia nadalenca en 2 actes i 5 quadres. Estrenada al Teatre Barcelona de Barcelona.
- 1961, 20 juliol. Diana a l'oficina. Estrenada al teatre Romea de Barcelona.
- 1965. L'inventor del carrer Gran. Ràdio-teatre.
- 1965, juny. Història d'un mirall. Comèdia en tres actes. Estrenada al teatre Romea de Barcelona. Per la companyia de Màrius Cabré.
- 1966. Sardana de Montserrat, Ràdio-teatre.
- 1968. La Virreina. Ràdio-teatre.

## Fons
El seu fons es conserva al Museu de les Arts Escèniques de Barcelona. Consta de manuscrits i mecanoscrits originals, alguns inèdits, documentació biogràfica i laboral, una gran quantitat de correspondència personal i retalls de premsa en referència a les seves obres. També es conserva el fons del seu pare, Gastó A. Màntua.